# 布里尼奥冈普拉日
布里尼奥冈普拉日（法語：Brignogan-Plage，法語發音：[bʁiɲogɑ̃ plaʒ]）是法国菲尼斯泰尔省的一个旧市镇，属于布雷斯特区。2017年，布里尼奥冈普拉日与市镇普卢内乌尔特雷兹合并为新市镇普卢内乌尔-布里尼奥冈普拉日。

## 地理
布里尼奥冈普拉日（48°39'52"N, 4°19'34"W）面积3.6 平方千米，位于法国布列塔尼大區菲尼斯泰尔省，该省份为法国最西部的省份，位于布列塔尼半岛西部，北西南三面环大西洋，东临阿摩尔滨海省和莫尔比昂省。
与布里尼奥冈普拉日接壤的市镇（或旧市镇、城区）包括：凯卢昂、普卢内乌尔特雷兹。

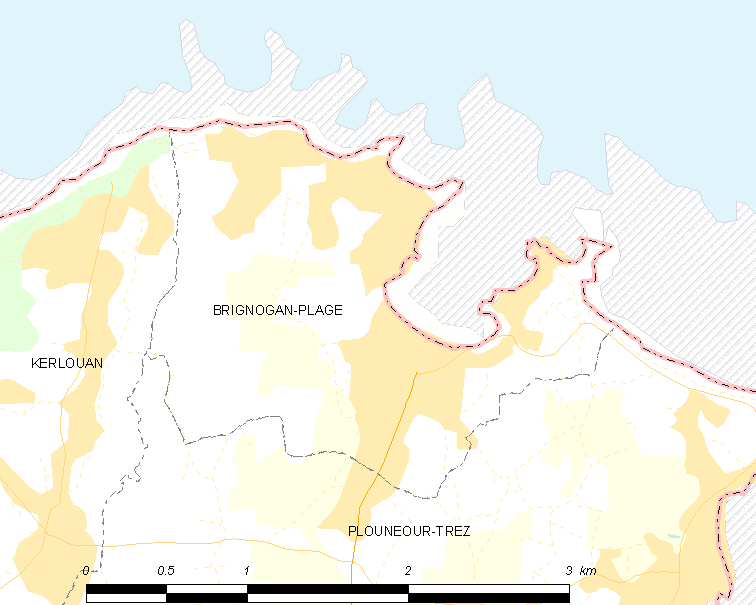
布里尼奥冈普拉日的OSM定位图

布里尼奥冈普拉日的时区为UTC+01:00、UTC+02:00（夏令时）。

## 行政
布里尼奥冈普拉日的邮政编码为29890，INSEE市镇编码为29021。

## 政治
布里尼奥冈普拉日所属的省级选区为莱斯讷旺县。

## 人口

1962-2008年间布里尼奥冈普拉日人口变化图示

布里尼奥冈普拉日于2018年1月1日时的人口数量为732人。